# Le Petit-Fougeray
Le Petit-Fougeray település Franciaországban, Ille-et-Vilaine megyében. Lakosainak száma 886 fő (2022. január 1.). Le Petit-Fougeray Chanteloup, Crevin, Saulnières, Le Sel-de-Bretagne és Pancé községekkel határos.

## Népesség
A település népességének változása:
| Lakosok száma | 347  | 359  | 387  | 593  | 899  | 895  | 894  | 883  | 885  | 886  |
|               | 1968 | 1982 | 1990 | 2006 | 2013 | 2015 | 2017 | 2019 | 2020 | 2022 |